# Bendlerblock

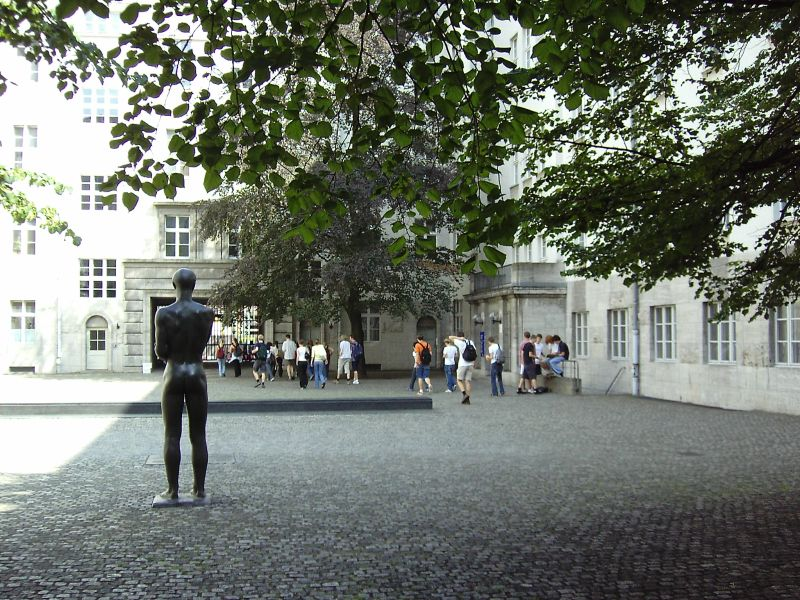
El Bendlerblock en Berlín, donde se encuentra el "Centro para la Memoria de la Resistencia Alemana".

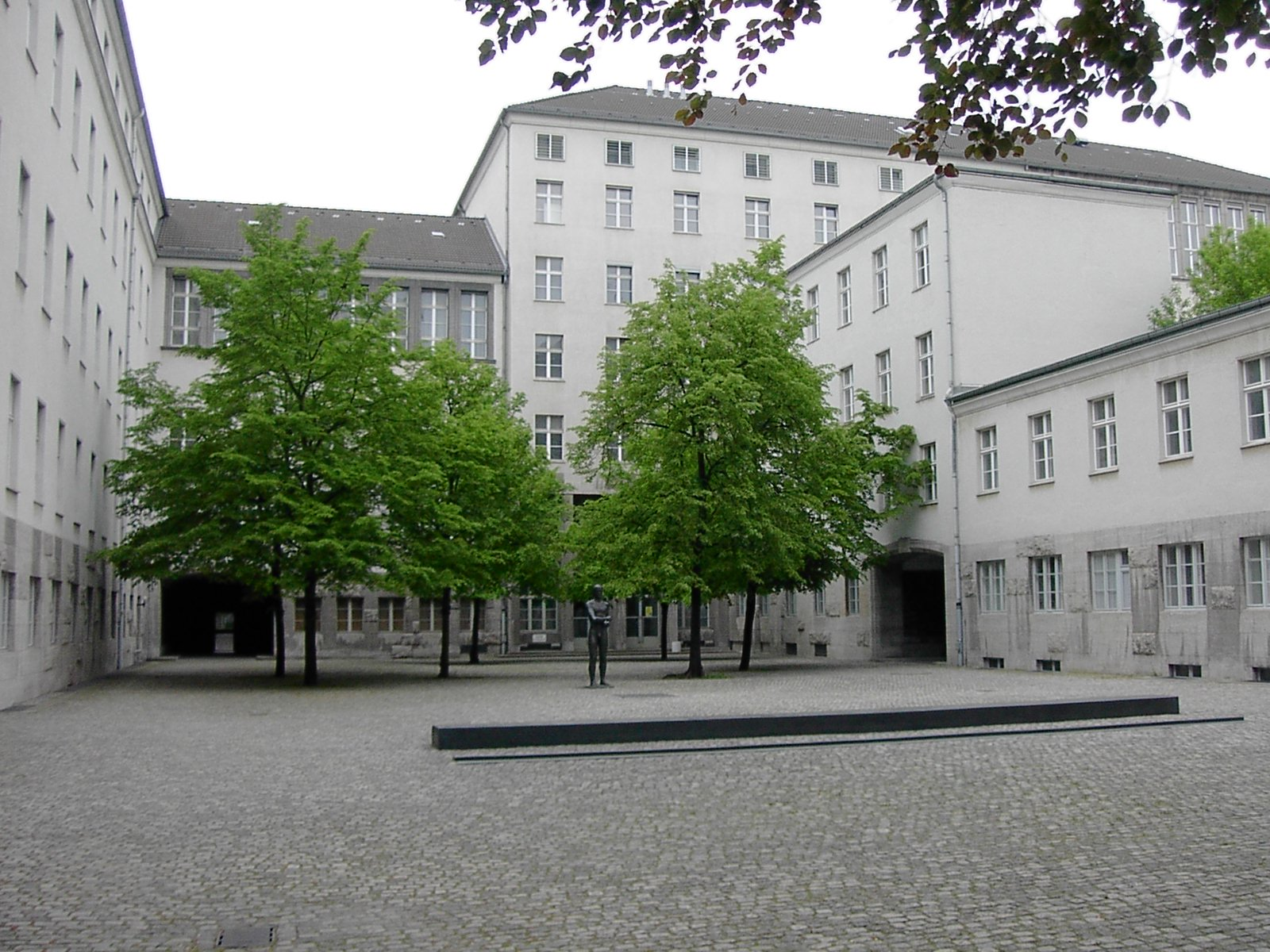
El patio del Bendlerblock donde el 20 de julio fueron ejecutados los conspiradores.

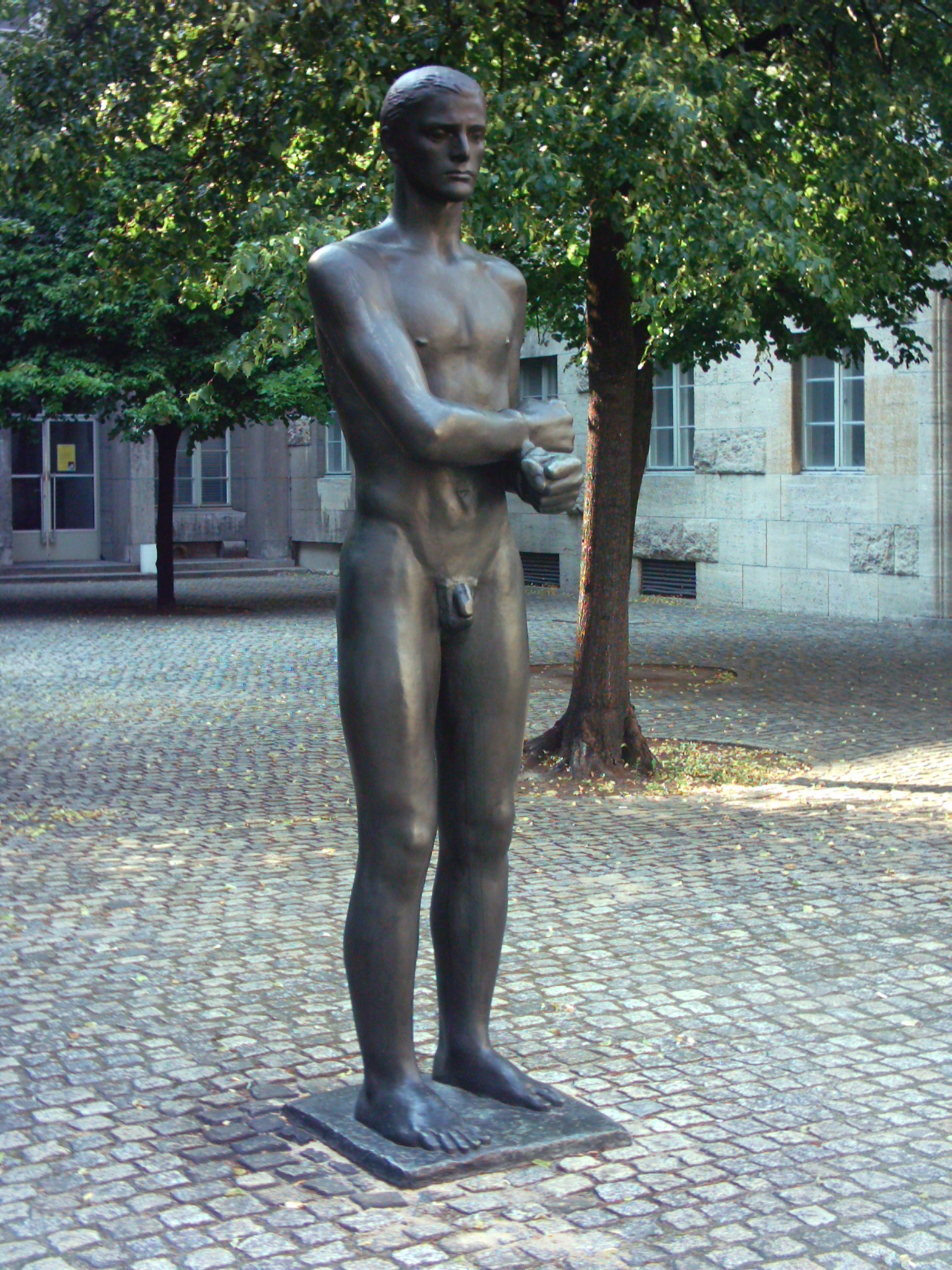
Estatua en el patio del Bendlerblock, en honor de la Resistencia Alemana.

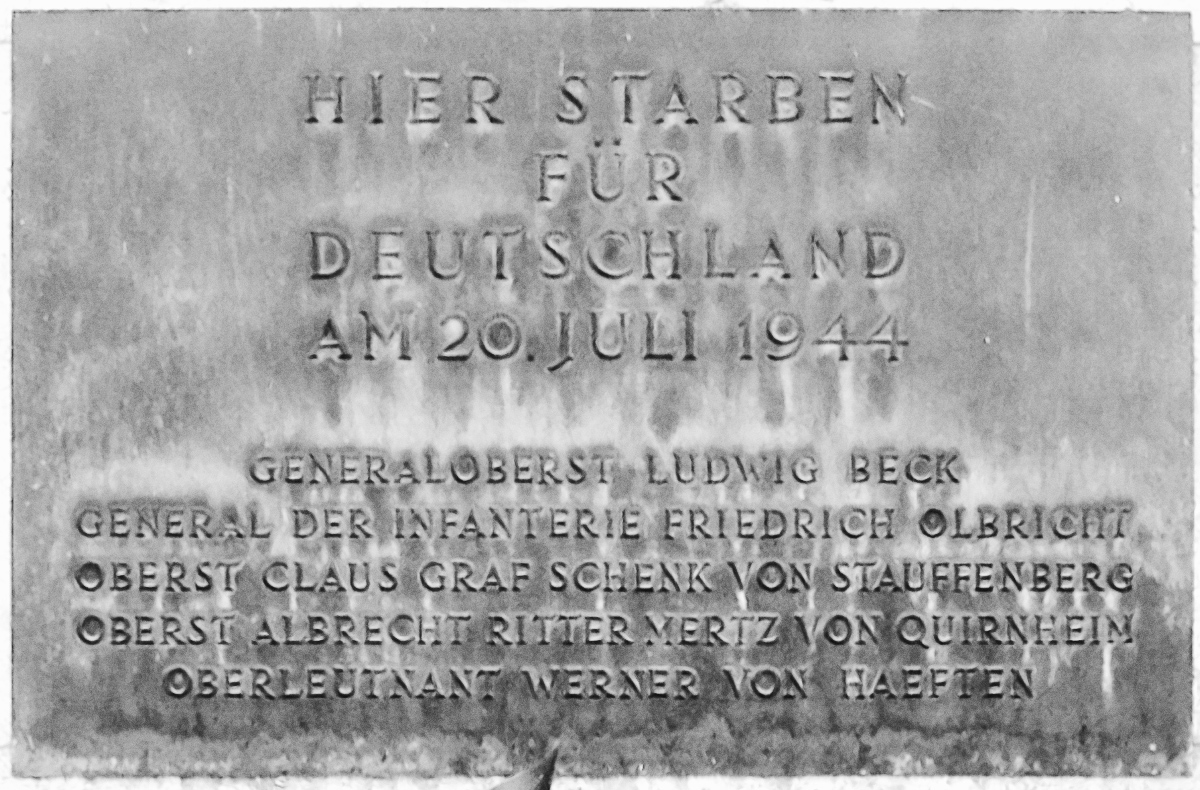
Placa conmemorativa: Aquí fallecieron por Alemania el 20 de julio de 1944...

El Bendlerblock (pronunciación en alemán: /ˈbɛndlɐˌblɔk/ⓘ) es un edificio en Berlín, al sur del Tiergarten. Fue erigido entre 1911 y 1914 para la Oficina de la Marina de Guerra del Reich. Durante la República de Weimar sirvió además como base del Comando del Reichswehr. Hoy, el complejo del edificio sirve como oficina secundaria del Ministerio Federal de Defensa de Alemania. Además, alberga el Centro Monumental de la Resistencia Alemana (Gedenkstätte Deutscher Widerstand) y es un lugar conmemorativo del atentado del 20 de julio contra Hitler, con una notable colección de documentos y una exposición permanente.

## Origen del nombre
Stauffenbergstraße originalmente fue denominado Bendlerstraße desde 1837 hasta el 20 de julio de 1955, el año que el Ejército de la República Federal de Alemania, el Bundeswehr, fue establecido. Bendlerstraße lleva el nombre de Johann Christoph Bendler (* 1789; † 1873), Jefe Masón y miembro del consejo de la ciudad de Berlín, de ahí el nombre de Bendlerblock.

## Historia

### Lugar de ejecución
Bajo el mando del General de Infantería Friedrich Olbricht, el centro de la resistencia militar fue establecido en el Bendlerblock. Fue aquí donde Olbricht desarrolló el plan de la Operación Walkiria, el cual consistía en dar un golpe de Estado contra Hitler. En octubre de 1943 el Coronel Stauffenberg fue transferido a la Oficina General del Ejército como Jefe de Personal. Su posición le dio acceso directo a los informes de situación de los cuarteles generales de Hitler, la famosa Guarida del Lobo. El 20 de julio de 1944 Stauffenberg puso una bomba allí y volvió a Berlín.
La bomba explotó, pero Hitler sobrevivió. Cuando las noticias de la supervivencia de Hitler se extendieron, los conspiradores no pudieron tomar el control de Alemania. Después de la detención de los conspiradores en el Bendlerblock, el general Olbricht, Graf von Stauffenberg, Werner von Haeften y Albrecht Mertz von Quirnheim, fueron ejecutados aquella misma noche en el patio del edificio. Un quinto conspirador, el General Ludwig Beck, eligió suicidarse.

### La batalla de Berlín
Durante la Batalla de Berlín, a finales de abril y principios de mayo de 1945, el General Helmuth Weidling, comandante del Área de Defensa de Berlín, utilizó el Bendlerblock como cuartel general antes de rendirse a los soviéticos a las 06:00 horas del 2 de mayo.

### Después de la guerra
La parte del Bendlerblock alrededor del patio donde ejecutaron a Stauffenberg y a los otros conspiradores ahora contiene el Monumento a la Resistencia Alemana. También es usado como uno de los lugares de ceremonias donde los nuevos miembros del Bundeswehr (Ejército Alemán) toman juramento.

## Aparición en películas
El ministerio tiende a restringir el acceso al Bendlerblock debido a su significado histórico y a la sensibilidad persistente sobre el papel de Alemania en la Segunda Guerra Mundial. Fue concedido un permiso para rodar en este edificio en 2003, pero el Ministerio de Defensa quedó descontento con el resultado. Sin embargo, en septiembre de 2007, después de que varios oficiales se reunieran con Bryan Singer y su equipo, dudó en conceder el permiso para rodar algunas escenas de la película Valkyrie de Tom Cruise sobre el atentado del 20 de julio, debido a la pertenencia de Tom Cruise a la Iglesia de la Cienciología,